# Maria Nubsen
Maria Nubsen, född 1780, död 1852, var en norsk barnmorska, känd som Madam Nubsen. Hon var offetnlig jordemor för Oslo 1801-1831 (den andra i ordningen sedan posten inrättats 1797) och första föreståndare för den första förlossningskliniken 1818. 